# Questões sociais
Questões sociais são questões que afetam direta ou indiretamente muitos ou todos os membros de uma sociedade. As questões sociais incluem a pobreza, a violência, poluição, injustiça, supressão dos direitos humanos, discriminação e criminalidade, bem como o aborto, casamento gay, controle de armas e religião, para citar alguns. As questões sociais estão relacionadas com a estrutura da comunidade, incluindo os conflitos entre os interesses dos membros da comunidade, e estão além do controle um indivíduo isoladamente.

## Questões
Algumas das principais questões sociais incluem:
- Abuso de drogas
- Assalto, roubo
- Bullying
- Controle de armas
- Crime
- Censura
- Desemprego
- Direitos dos homossexuais
- Discriminação
- Educação e evasão escolar
- Estupro
- Exclusão social
- Extremismo
- Guerra
- HIV e AIDS
- Desigualdade social
- Incesto
- Injustiça social
- Integração social
- Justiça
- Marginalização
- Migração
- Paz
- Pobreza
- Poluição
- População
- Racismo
- Exclusão social
- Sequestro
- Sexismo
- Sociedade
- Sociologia
- Trabalho social
- Tráfico de drogas
- Valor ético
- Violência
- Violência doméstica